# Lenggries
Lenggries ist eine Gemeinde im oberbayerischen Landkreis Bad Tölz-Wolfratshausen. Der Luftkurort ist flächenmäßig die größte kreisangehörige Gemeinde Bayerns.

## Etymologie
Der Name geht zurück auf „Lenngengrieze“ (langer Gries), womit ein langes Geröllfeld mit Schuttablagerungen eines Flussbetts (hier das der Isar) bezeichnet wurde.

## Geographie

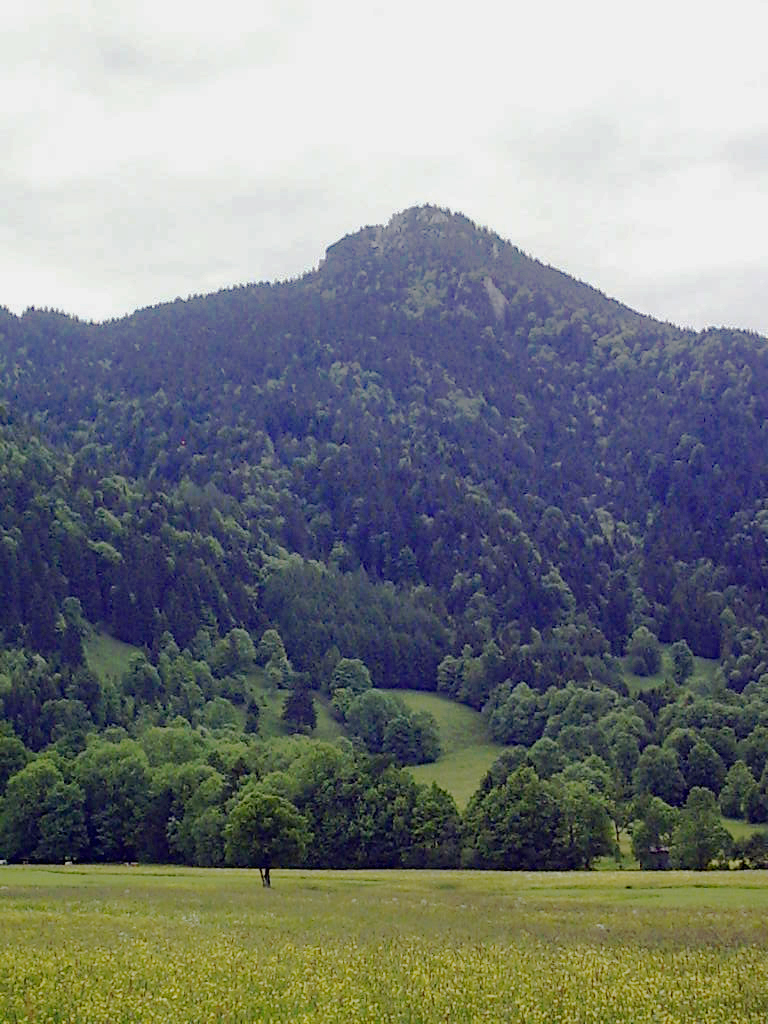
Geierstein …

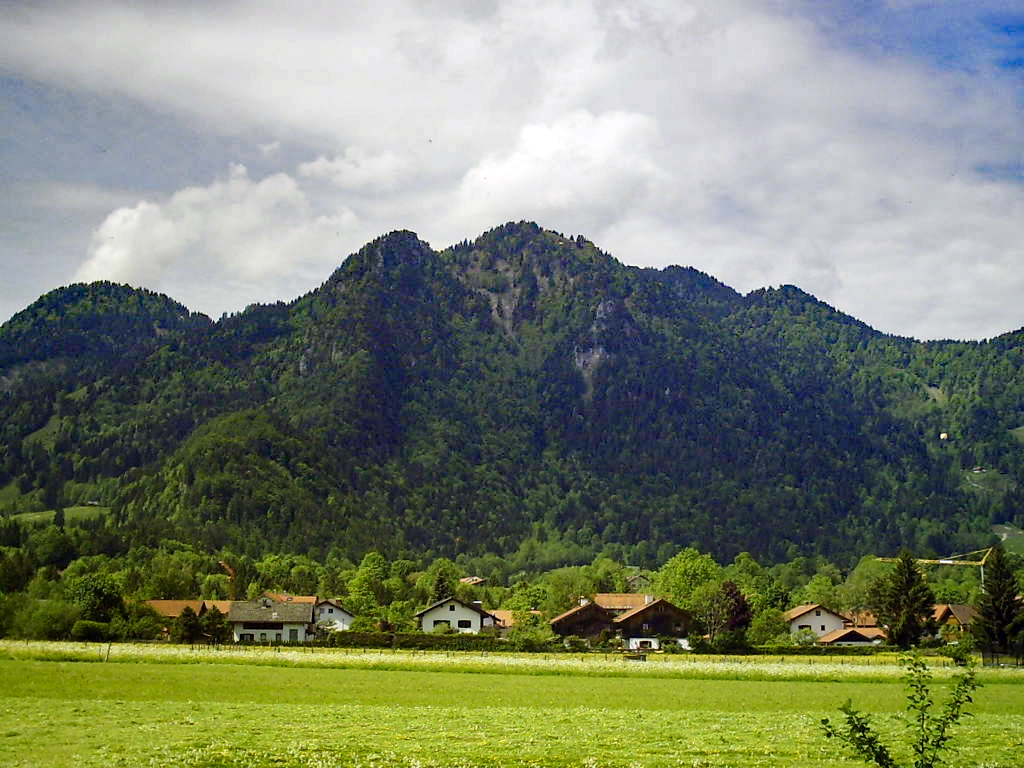
… und Brauneck, die beiden Hausberge von Lenggries

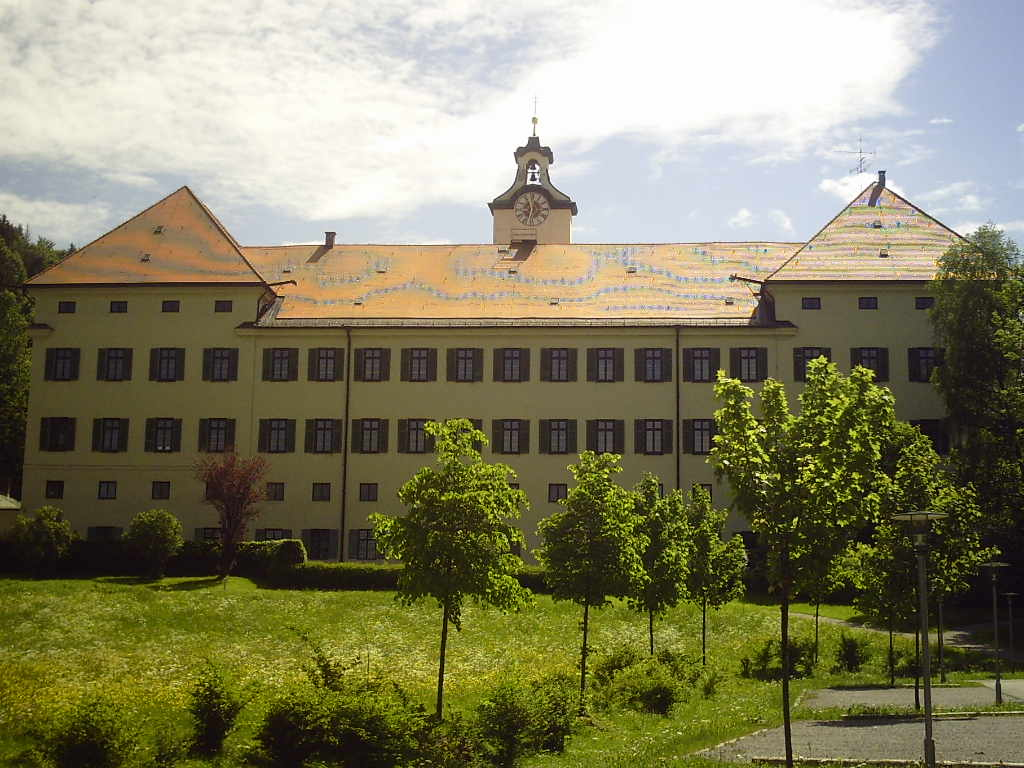
Schloss Hohenburg

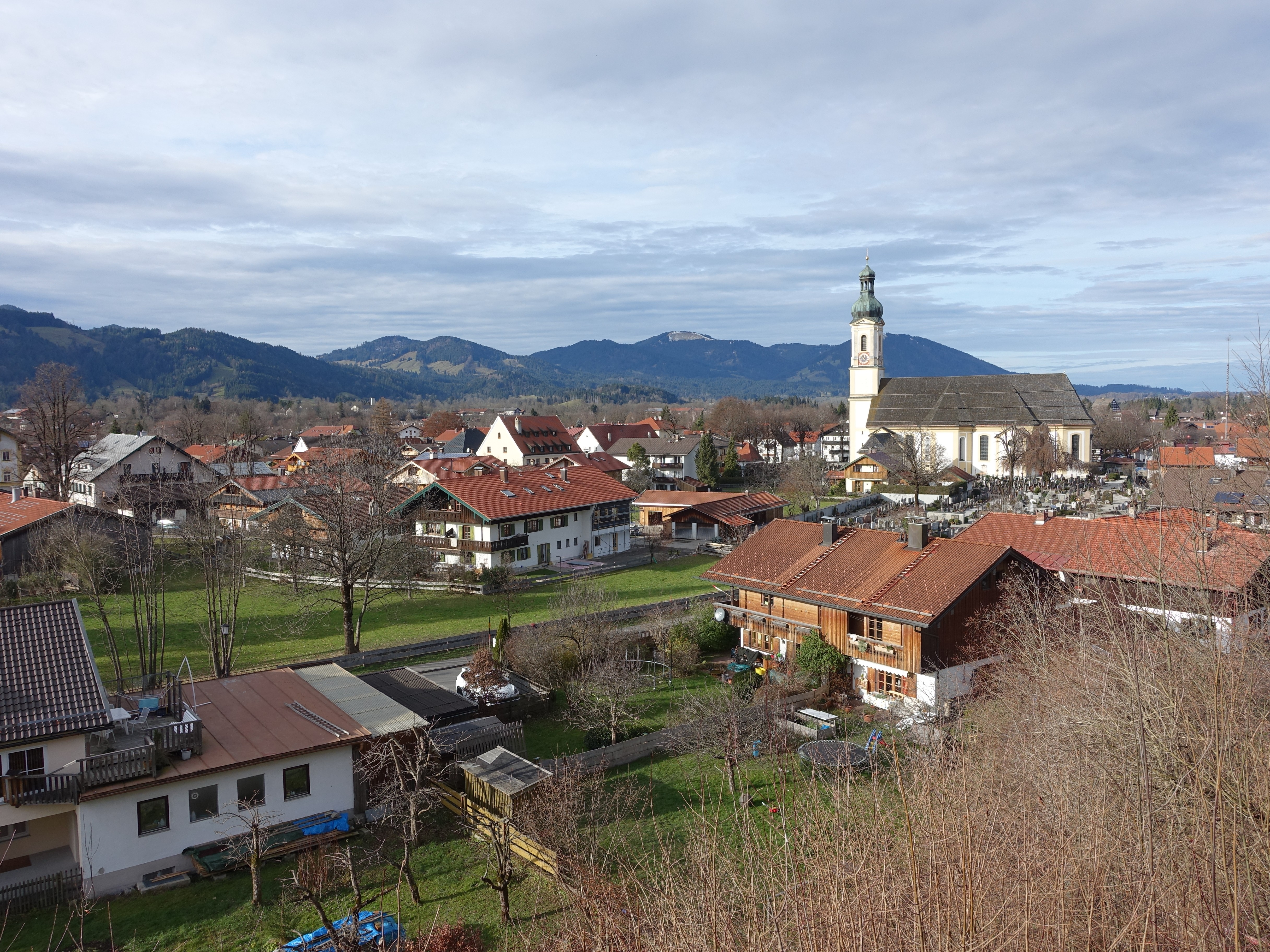
Lenggries mit Pfarrkirche St. Jakob

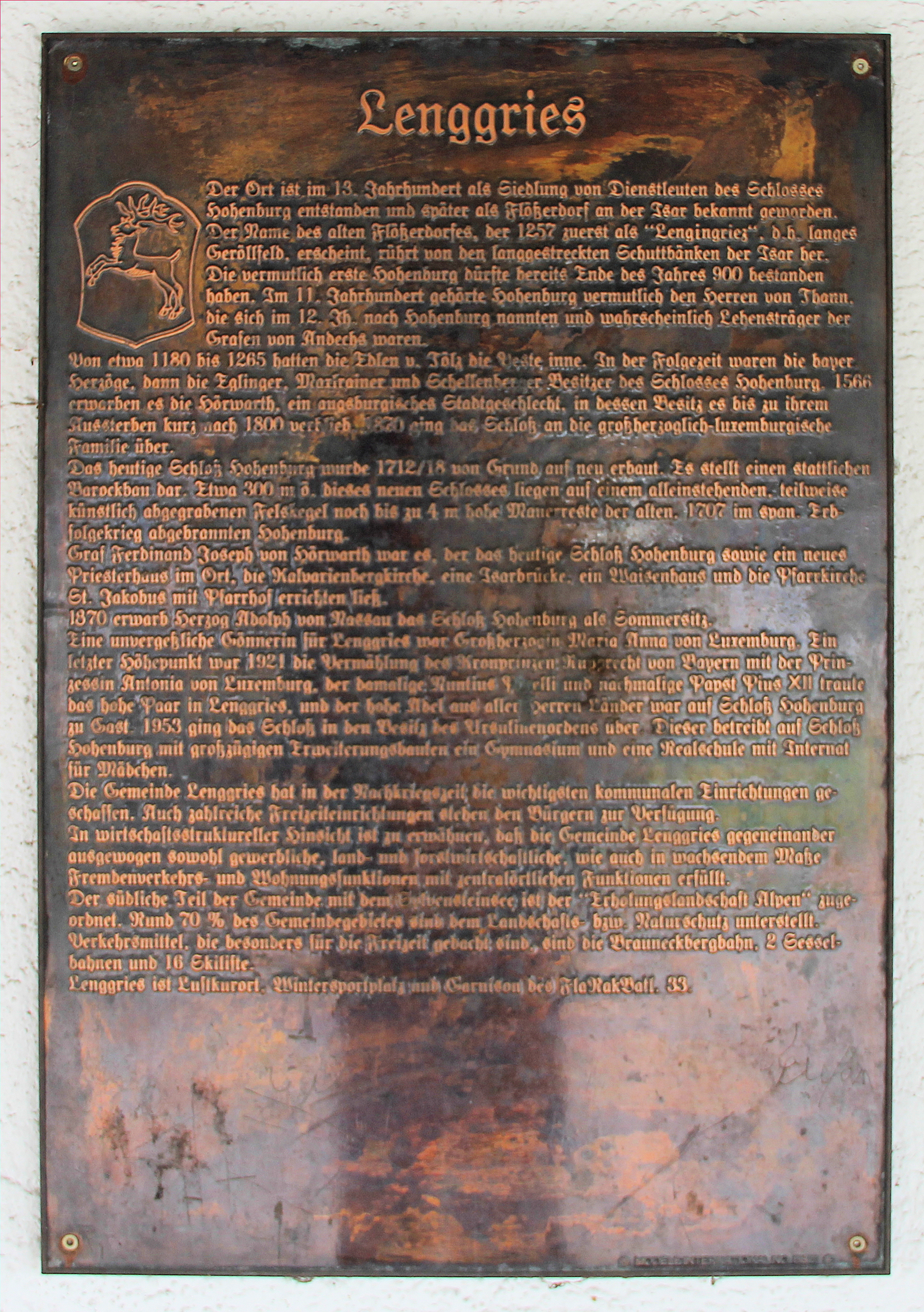
Gedenktafel

### Lage
Mit Bad Tölz ist das Dorf Lenggries ein Hauptort des Isarwinkels im Alpenvorland, am Eingang zum Karwendelgebirge. Im Osten liegen der Geierstein (1491 m ü. NHN), der Fockenstein (1564 m) und die Tegernseer Berge, im Westen der Hausberg von Lenggries, das Brauneck, mit 1.555 m Höhe ein bekanntes Wander- und Skigebiet, das durch eine Seilbahn erschlossen ist. Höchster Punkt der Gemeinde ist mit 2.102 m der Schafreuter.
Nördlich von Lenggries liegen Arzbach, Wackersberg und Bad Tölz, südlich u. a. der Sylvensteinsee und die Gemeindeteile Fall und Vorderriß. Westlich befindet sich die Jachenau.
Die Gemeinde umfasst ein breites Spektrum alpiner Landschaft, von Hochmooren, saftigen Wiesen, bewaldeten Mittelgebirgskuppen und artenreichen Auwäldern bis hin zu einer behäbigen Flusslandschaft und schroffem Fels.

### Gemeindegliederung
Es gibt 44 Gemeindeteile (in Klammern ist der Siedlungstyp angegeben):
- Almbach (Weiler)
- Am Keilkopf (Einöde)
- Am Tratenbach (Einöde)
- Anger (Dorf)
- Bairahof (Dorf)
- Bayernhütte (Berghütte)
- Brauneckhütte (Berghütte)
- Denkalm (Berghütte)
- Ertlhof (Dorf)
- Fall (Kirchdorf)
- Fleck (Kirchdorf)
- Florianshütte (Berghütte)
- Gilgenhöfe (Dorf)
- Graben (Weiler)
- Hellerschwang (Dorf)
- Hohenburg (Schloss)
- Hohenreuth (Dorf)
- Hohenwiesen (Weiler)
- Holz (Weiler)
- Kalvarienberg (Einöde)
- Klaffenbach (Weiler)
- Kotalm (Berghütte)
- Kranzer (Weiler)
- Langeneck (Weiler)
- Leger (Weiler)
- Lenggries (Pfarrdorf)
- Letten (Weiler)
- Luitpolderhöfe (Weiler)
- Mühlbach (Dorf)
- Obermurbach (Weiler)
- Rauchenberg (Einöde)
- Reiseralm (Berghütte)
- Rieschenhöfe (Dorf)
- Schlegldorf (Kirchdorf)
- Seekarhütte (Berghütte)
- Seiboldhof (Weiler)
- Steinbach (Dorf)
- Unterluß (Einöde)
- Untermurbach (Dorf)
- Vorderriß (Weiler)
- Wasenstein (Weiler)
- Wegscheid (Kirchdorf)
- Wies (Weiler)
- Winkl (Dorf)[5]

Es gibt nur die Gemarkung Lenggries.

## Geschichte

### Bis zur Gemeindegründung
Spuren aus der frühen Bronzezeit weisen auf eine prähistorische Siedelstruktur im Gemeindebereich von Lenggries. Erstmals genannt wird der Ort Lenggries um 1205 in Zusammenhang mit einer Übergabe. Zeuge dieser Urkunde mit einer Datierung 1200 bis 1210 ist u. a. Udalrich von Lenggries „Udalricus de Lengingriez“. 1257 wird Lenggries zum zweiten Mal urkundlich in einer Schenkungsurkunde erwähnt, die unter den Zeugen einen Wernherus Cellerarius de Lenggriesen nennt (Schenkungsgegenstand war die Leibeigene Frau Luitgard). Es hatte sich eine Flößersiedlung entwickelt und Bedienstete der nahen Burg Hohenburg lebten dort. Diese um 1100 erstmals urkundlich erwähnte Festung war jahrhundertelang das bedeutendste Herrschaftszentrum des Isarwinkels.
siehe auch Burgruine Schellenburg
Die Hohenburg auf einer Anhöhe am Hirschbach wurde von den Herren von Thann begründet, die sich fortan nach Hohenburg benannten. Um 1180 heiratete der aus dem heutigen Döllnitz in der Oberpfalz stammende Heinrich von Tolnze Irmingard, die Tochter des letzten Hohenburgers. Aus dieser Verbindung entstammt unter anderem der Freisinger Fürstbischof Konrad I. von Tölz und Hohenburg (reg. 1230–1258). Nach dem Tod Gebhards, des letzten männlichen Abkömmlings der Tölz-Hohenburger, gliederte Herzog Ludwig der Strenge spätestens im April 1262 die Herrschaft als Landgericht in seine Landesherrschaft ein, wobei Hohenburg in einem gewissen Umgriff als eigenes Amt innerhalb von Tölz geführt wurde. Sein Nachfolger Rudolf I. reichte dieses Amt 1294 als Lehen an seinen Gefährten und damaligen Tölzer Pfleger Konrad von Egling aus. Nach dem Tod des letzten Eglingers 1396 ging die Herrschaft auf den Schwiegersohn Konrad VI. von Maxlrain über, gefolgt bereits 1397 von seinem Bruder Wilhelm. Unter ihm erfolgte 1410–1420 ein Neubau der Burg. Wiederum in weiblicher Erbfolge kam die Hofmark 1522 an Wolfgang von Schellenberg, den Gemahl Reginas, der letzten Maxlrainerin auf Hohenburg. Deren Sohn Dionys verkaufte 1566 Burg und Gericht an Hanns Paul Hörwarth aus Augsburg, der durch seinen Umzug die bairischen Hörwarth begründete. Hohenburg blieb bis 1800 als Fideikommissgut in dieser Familie, die in diesem Jahr in männlicher Linie ausstarb. 1705 geriet Hohenburg in Mitleidenschaft der Bayerischen Volkserhebung, da sich Hohenburger Untertanen aktiv am Widerstand gegen die österreichischen Besatzer beteiligten. Dieser Aufstand fand sein tragisches Ende in der Sendlinger Mordweihnacht. Laut Johann Nepomuk Sepp waren dabei 158 Mann aus Lenggries beteiligt.
Während der Hohenburger Hofmarksherr Ferdinand Joseph von Herwarth im Spanischen Erbfolgekrieg auf die kaiserliche Seite gewechselt war und für seine Herrschaften Freiheitsbriefe erhalten hatte, wurde in der Folge des Bairischen Volksaufstands dennoch eine Einheit kaiserlicher Truppen in die Burg einquartiert. Bei Hörwarths ungebrochen guten Beziehungen zum Kaiserhaus war dieser aus Ungarn bestehenden Einheit das sonst übliche Requirieren bei der Bevölkerung untersagt, der Sold karg. Als es am 21. Juli 1707 vormittags brannte, hatten die Soldaten bereits gepackt, marschierten hinaus und sahen der Vernichtung zu. Die Brandruine wurde nach Hörwarths Entscheidung für ein neues Schloss als Steinbruch genutzt und die Steine in der Lenggrieser Pfarrkirche St. Jakobus und dem neuen Schloss Hohenburg, das rund 300 m südwestlich auf ehemaligem Hofacker entstand, verbaut. Dieses bis heute bestehende Schloss ließ Graf Ferdinand Joseph von Herwarth 1712 bis 1718 im klassischen Barockstil errichten. Der opulente Schlossgarten nach Versailler Muster wurde von Matthias Diesel angelegt. Bis 1833 blieb Hohenburg noch in der Hand von Hörwarth-Abkömmlingen, zunächst nach jahrelangem Erbstreit bei Friederike von Zech, danach bei ihrer Tochter Josepha von Kramer, die es wegen übermächtiger Schuldenlast verkaufen musste. Ab 1833 wechselte Hohenburg mehrmals den Eigentümer: 1833–36 Joseph Max Graf von Taufkirchen, 1836–49 Fürst Karl zu Leiningen, den die Aufhebung der Hofmarken 1848 das Interesse an Hohenburg gekostet haben soll. 1849–50/51 Graf Maximilian von Arco-Zinneberg, 1850/51–57 der Bruder von Arcos Schwägerin, Markgraf Fabio de Pallavicini. Nach ihm kam 1857 Karl von Eichthal, der spätere Gründer der Bayerischen Vereinsbank. Eichthal zog mit der Errichtung eines industriellen Sägewerks in der Gemeinde den Zorn der vielen bäuerlichen Holzarbeiter und Betreibern kleiner Sägewerke auf sich, die 1867 ein Haberfeldtreiben gegen ihn organisierten. Eichthal entschied sich zu gehen und schrieb Hohenburg zum Kauf aus. Der nach dem Krieg von 1866 sein vom Sieger Preußen annektiertes Herzogtum verlassende Herzog Adolf von Nassau, der spätere Großherzog von Luxemburg, erwarb es. Adolph von Nassau nutzte das Schloss fortan als Sommerresidenz. 1885 feierte hier unter Beteiligung der Gemeinde seine Tochter Hilda die Hochzeit mit dem Erbgroßherzog Friedrich II. von Baden. Unter den Luxemburgern wurde in Lenggries besonders Adolphs Schwiegertochter Maria Anna verehrt, die als Witwe bis September 1939 auf Hohenburg blieb. Im April 1921 kam es zur Allianz mit dem Haus Wittelsbach, als in der Lenggrieser Pfarrkirche der seit 1912 verwitwete Kronprinz Rupprecht von Bayern und die 30 Jahre jüngere Prinzessin Antonia von Luxemburg und Nassau, Cousine seiner ersten Gemahlin Marie Gabriele, vermählt wurde. Zur Zeit des Zweiten Weltkriegs wurde Luxemburg überrannt, das Schloss Hohenburg beschlagnahmt. Nach dem Krieg verwendete das Luxemburger Herrscherhaus die Hohenburger Einrichtung zur Ausstattung seiner ausgeplünderten Liegenschaften in Luxemburg und trennte sich von Hohenburg nach dem Tod der zuletzt dort lebenden Tochter Maria Annas, Elisabeth von Thurn und Taxis, die im August 1950 starb. Im Jahr 1953 kam es in den Besitz des Landshuter Ursulinenklosters, das dort eine Mädchenschule mit Internat einrichtete.
Lenggries entwickelte sich im Zeitraum 1808 bis 1818 im Zusammenhang mit den in diesen beiden Jahren erlassenen bayerischen Gemeindeedikten zur selbständigen politischen Gemeinde, gehörte jedoch bis 1848 als Hofmark zum Schloss Hohenburg.

### 20. Jahrhundert
Am 1. Juni 1905 nahm die erste Kraftpostlinie Deutschlands ihren ständigen Betrieb zwischen Bad Tölz und Lenggries auf. 1924 wurde Lenggries an das Bahnnetz (heute von der Bayerischen Oberlandbahn befahren) angeschlossen. Damit gewann der Fremdenverkehr zunehmende Bedeutung für Lenggries. Lenggries, das seit jeher ein Flößer- und Kalkbrennerort war, litt sehr unter der Errichtung des Walchenseekraftwerkes 1924, da die Isar nun kaum genug Wasser für die Flößerei führte und durch die Lähmung des Flusses der Schliff der Kalksteine in der Isar behindert wurde.
Ab dem 15. September 1936 wurde in Lenggries in nur einem Jahr die Prinz-Heinrich-Kaserne erbaut, in der ab dem 3. Oktober 1937 das II. Bataillon des Gebirgsjäger-Regiments 98 der Wehrmacht stationiert war. Im Spätsommer 1939 brach die Eliteeinheit aus ihrer landläufig 'Jägerkaserne' bezeichneten Unterkunft zum ersten Kriegseinsatz in Richtung Polen auf. Am 3. Mai 1945 wurde Lenggries vom 141. Infanterieregiment der 36. US-Infanteriedivision eingenommen, das sich zuvor im Isarwinkel noch letzte Gefechte mit Resten der SS-Division „Götz von Berlichingen“ geliefert hatte. Amerikanische Truppen fanden in der Kaserne zahlreiche Flugabwehrraketen vor.
Auch die gesamten Bestände und Unterlagen aus den Archiven der Gestapo, sowie Büchereien aus beschlagnahmtem Besitz, ebenso wie das Hauptarchiv der Partei, das gegen Kriegsende noch nach Schloss Hohenburg bei Lenggries verlagert worden war, ist in Hohenburg aufgefunden worden und wurde wenig später von der amerikanischen Besatzungsbehörde in die USA abtransportiert. Von 800 Einberufenen hatte Lenggries im Zweiten Weltkrieg 267 Gefallene und 98 Vermisste zu beklagen.

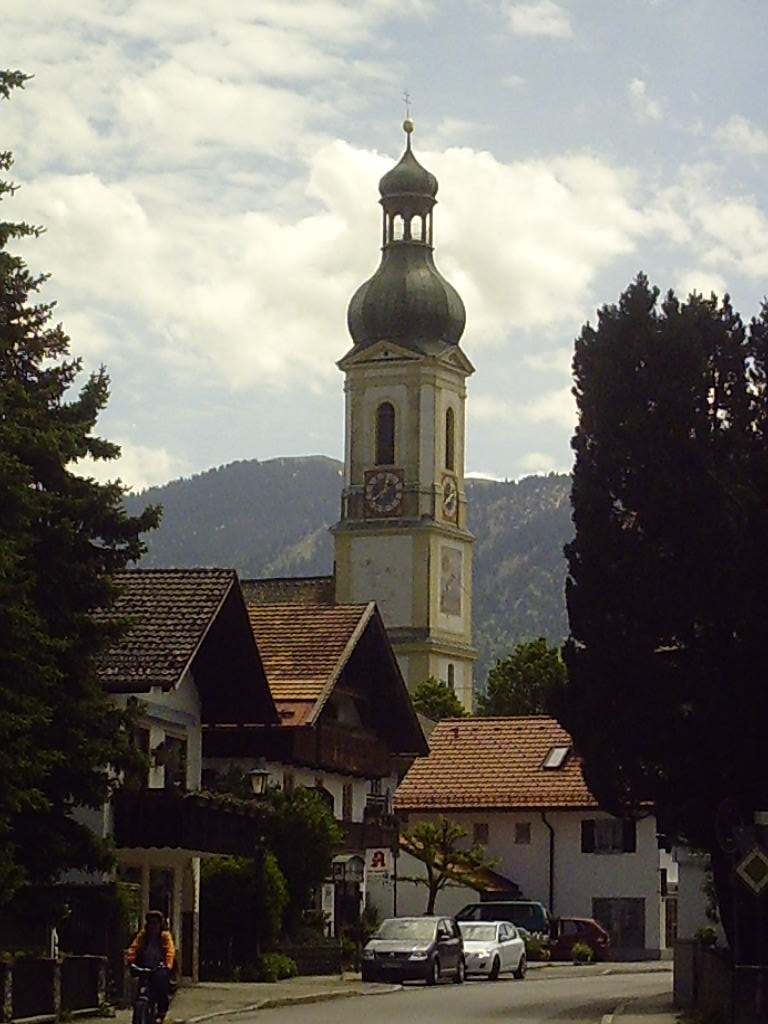
Zentrum

Von 1954 bis 1959 entstand der Sylvensteinstausee, ein fjordartiger Stausee, der vor allem als Hochwasserschutz und Rückhaltebecken für Dürrezeiten dienen sollte. Die im Berufsleben stehenden Bewohner des alten Weilers Fall wurden in die ab 1957 errichtete neue Ortschaft Fall umgesiedelt. Die gesamte Infrastruktur wurde abgerissen, das letzte, bereits eingestaute Gebäude 1959 gesprengt. Einige Grundmauerreste des alten Dorfes sind heute noch bei niedrigem Wasserpegel und günstigem Licht am Grunde des Sees zu sehen. Zahlreiche Prominente pflegten für Jagdurlaube einst nach Fall zu reisen, darunter Ludwig Ganghofer, Ludwig Thoma, Paul von Hindenburg und Ludwig II. (dieser hielt sich bis zur Fertigstellung von Schloss Linderhof bisweilen im Jagdhaus seines Vaters auf und ließ die dortige Kapelle umbauen). Die Stiftung der Deutschen Polizeigewerkschaft, deren Geschäftsstelle sich in Lenggries befindet, betreibt in Fall mehrere ihrer Stiftungshäuser. Der optisch reizvolle See ist heute ein beliebtes Ausflugsziel.

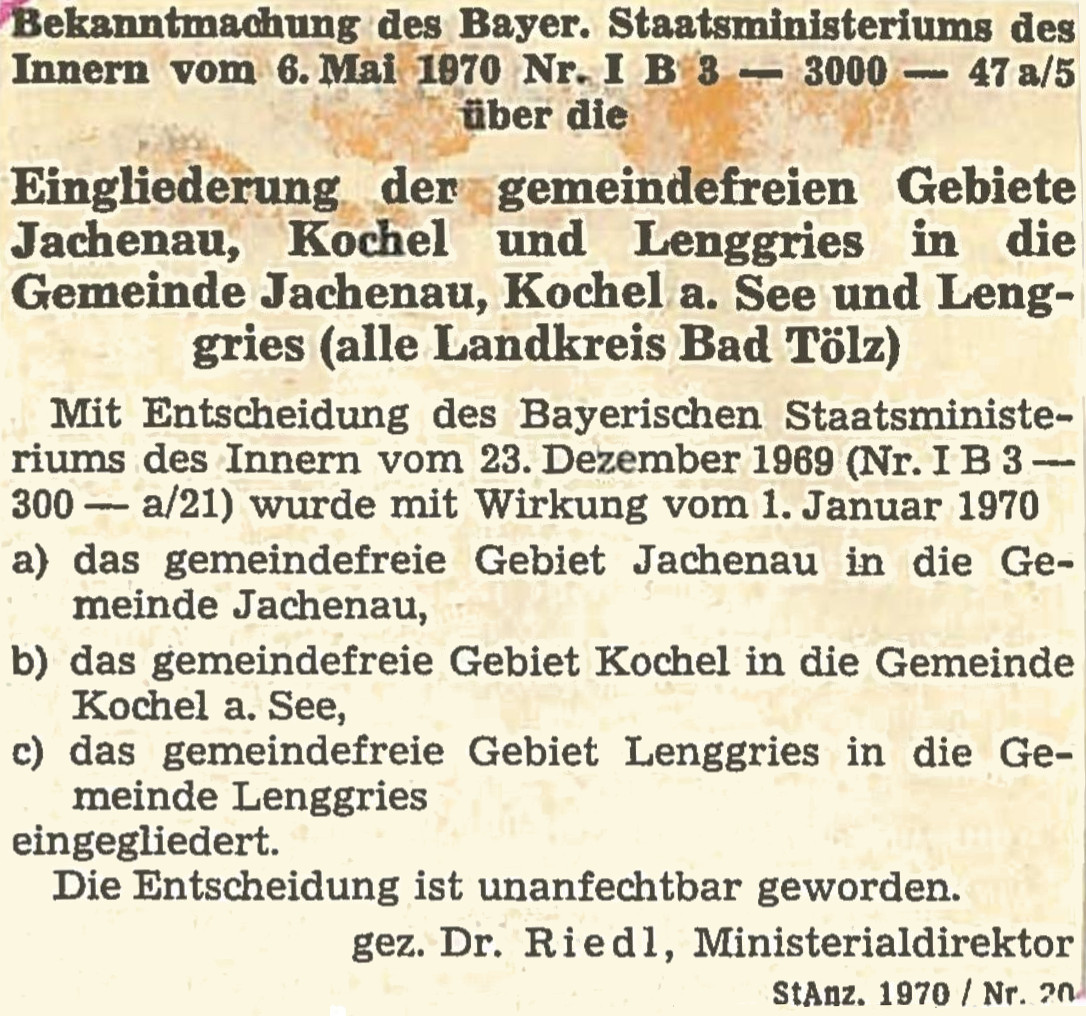
Bayerischer Staatsanzeiger 1970, Nr. 20

Mit Wirkung vom 1. Januar 1970 wurde das gemeindefreie Gebiet Lenggries südlich des Sylvensteinsees in die Gemeinde eingegliedert. Es hatte eine Fläche von 6902,08 Hektar.
Um den dörflichen Charakter des Ortes zu erhalten und Lenggries attraktiver zu machen, beschloss die Gemeinde 1986, den Durchgangsverkehr vom Ortskern Richtung B13 abzulenken. Dafür erfolgten einige Umgestaltungen. So wurden von 1991 bis 1992 der Nordplatz und von 1992 bis 1994 der Isarplatz und der Rathausplatz für insgesamt 2,3 Millionen Mark neu gestaltet, wobei Zuschüsse vom Staat kamen.

### 21. Jahrhundert
2002 wurde die Prinz-Heinrich-Kaserne, in der seit 1973 das aus der Lindauer Luitpoldkaserne kommende Flugabwehrraketenbataillon 33 (MIM-23 HAWK) der Bundeswehr beheimatet war, aufgelöst. Über die weitere Nutzung der Gebäude wird bis heute diskutiert.
Im Januar 2009 erhielt die Gemeinde Lenggries von der Internationalen Flößervereinigung das Prädikat „Flößerdorf“. Lenggries erhielt diese ehrende Auszeichnung als vierte Kommune Deutschlands und siebte Europas. Bürgermeister Weindl bezeichnete dieses Prädikat als „Denkmal für alle Lenggrieser Flößer“ und als „Bestätigung, alte Traditionen aufrechtzuerhalten“.

### Einwohnerentwicklung
Zwischen 1988 und 2018 wuchs die Gemeinde von 8.296 auf 10.027 um 1.731 Einwohner bzw. um 20,9 %.

Einwohnerentwicklung von Lenggries von 1840 bis 2017 nach nebenstehender Tabelle

| Jahr      | 1840  | 1871  | 1900  | 1925  | 1939  | 1950  | 1961  | 1970  | 1987  | 1991  | 1995  | 2002  | 2005  | 2010  | 2015   | 2017   |
| Einwohner | 2.263 | 2.416 | 3.217 | 4.011 | 5.517 | 6.499 | 6.283 | 6.615 | 8.078 | 8.816 | 8.940 | 9.363 | 9.499 | 9.868 | 10.030 | 10.001 |

## Politik

### Gemeinderat
Der Gemeinderat besteht aus 24 Gemeinderatsmitgliedern. Die Kommunalwahl 2020 brachte folgendes Ergebnis:
| Gemeinderatswahl Lenggries 2020Wahlbeteiligung: 66,8 % 50403020100 44,1 %34,3 %14,6 %7,0 % FWGCSUGrüneSPDGewinne und Verlusteim Vergleich zu 2014 %p 16 14 12 10 8 6 4 2 0 −2 −4 −6 −8−10−12−14−16−18−20−2,1 %p−19,5 %p+14,6 %p+7,0 %pFWGCSUGrüneSPD | Sitzverteilung im Gemeinderat Lenggries seit 2020Insgesamt 24 Sitze - SPD: 2 - Grüne: 3 - FWG: 11 - CSU: 8 |

### Bürgermeister

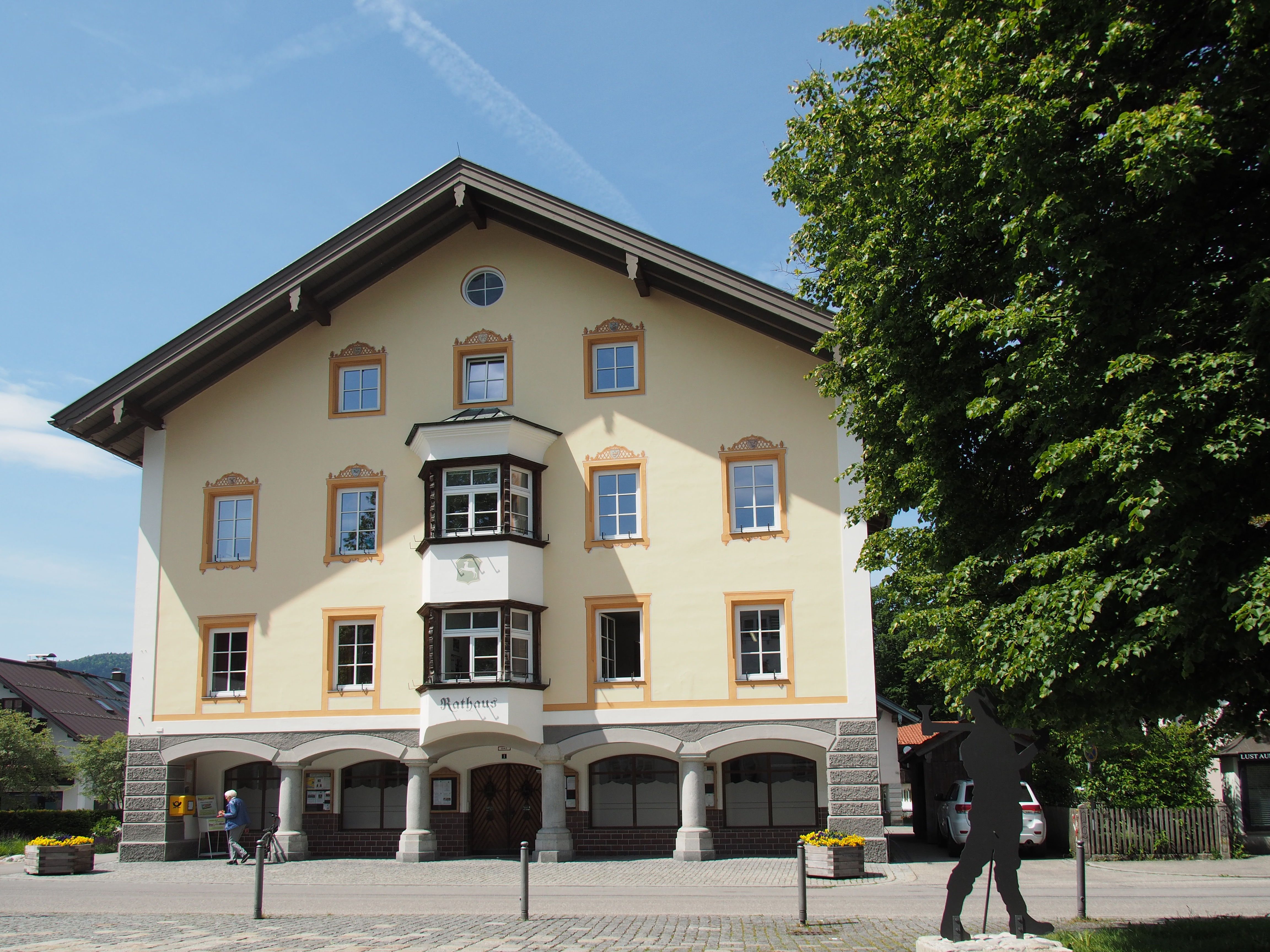
Rathaus

Bei der Bürgermeisterwahl 2020 wurde Markus Landthaler (Freie Wählergemeinschaft Lenggries) zum ersten Bürgermeister gewählt. Bei der Wahl am 15. März 2020 erreichte er 46,9 % der Stimmen und konnte sich bei der Stichwahl am 29. März 2020 mit 65,5 % gegen den Kandidaten Morlang der Bayernpartei durchsetzen. Wenige Wochen nach dem Amtsantritt am 1. Mai 2020 verstarb Landthaler überraschend im Alter von 50 Jahren. Sein Amtsvorgänger seit 1996 war Werner Weindl (CSU), der auf Josef März (1984–1996) folgte. Bis zur Neuwahl am 13. September 2020 wurden die Amtsgeschäfte vom zweiten Bürgermeister Franz Schöttl geführt. Seitdem ist Stefan Klaffenbacher (FWG Lenggries) erster Bürgermeister.

### Gemeindepartnerschaften
Seit 1981 bestehen Partnerschaften mit fünf bretonischen Gemeinden:
- Plélo
- Châtelaudren
- Plouvara
- Bringolo
- Saint-Jean-Kerdaniel

Als Zeichen der Partnerschaften wurde die Verbindungsstraße zwischen Plélo und Châtelaudren „Rue de Lenggries“ ‚Lenggrieser Straße‘, und eine Isarbrücke in Lenggries „Bretonenbrücke“ benannt.

### Wappen
| Wappen Gde. Lenggries | Blasonierung: „In Grün ein springender, golden bewehrter silberner Hirsch mit goldenem Geweih.“ |
| Wappen Gde. Lenggries | Wappenbegründung: Der springende Hirsch im grünen Feld symbolisiert den Wald- und Wildreichtum der Gemeinde und unterstreicht die Bedeutung der Holzwirtschaft und Jagd für das Erwerbsleben. Die Gestaltung orientiert sich an den Wappensiegeln der um 1700 amtierenden Hofmarksrichter Johann Stefan Zöpfl und Andreas Franz Kistner. Lenggries, ursprünglich ein Flößerdorf an der Isar, war bis 1848 Bestandteil der Hofmark bzw. des Patrimonialgerichts Hohenburg und führte deshalb kein eigenes Siegel. Der Hirsch im Wappen soll auch an die alte Schützenvereinigung von Lenggries erinnern, die eine eigene Standarte hatte. Um die Gestaltung des Tieres wurde von 1936 bis 1938 gerungen, denn dem Bürgermeister von Lenggries war sehr an einer möglichst naturgetreuen Darstellung des Hirschen gelegen. Dieses Wappen wird seit dem 4. Mai 1939 geführt. |

### Banner
|  | 00Banner: „Das Banner ist grün-weiß gespalten mit dem Wappen oberhalb der Mitte.“ |

## Kultur und Sehenswürdigkeiten

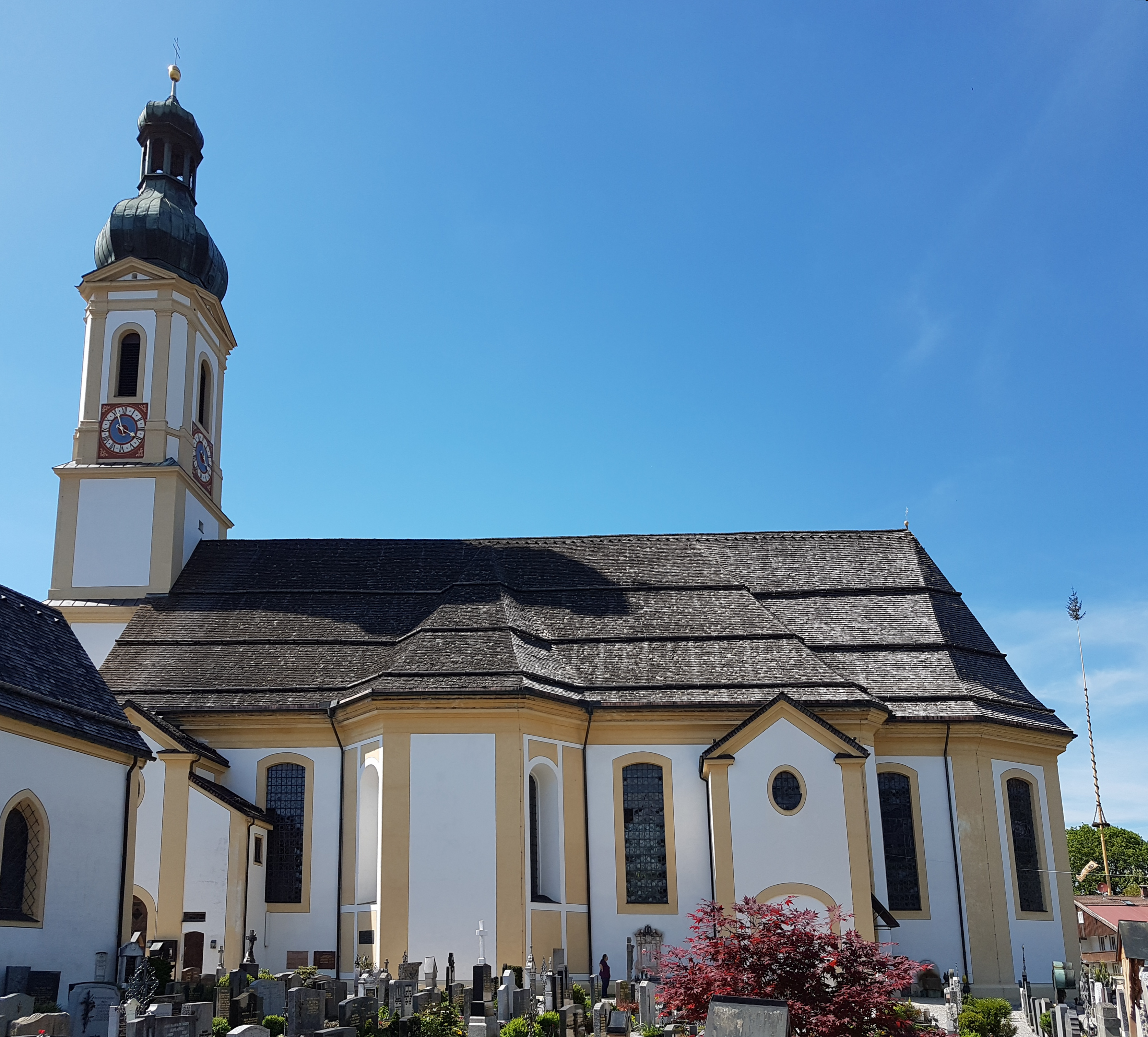
Pfarrkirche

### Bauwerke
Eine Sehenswürdigkeit ist die Pfarrkirche St. Jakob, die 1722 fertiggestellt wurde. Diese Barockkirche ersetzte das an gleicher Stelle stehende gotische Gotteshaus aus dem 14. Jahrhundert. Der schlanke Turm der Kirche mit dem Laternenturm obenauf wurde größtenteils aus Teilen der 1707 abgebrannten Veste Hohenburg erbaut. Die Kirche bietet einen reichen Schatz an Fresken, Reliquien, Statuen und Tragstangen ehemaliger Bruderschaften. Graf Ferdinand Joseph von Herwarth (1663–1731), der sich für den Bau von Kirche, Schloss und Kalvarienberg verantwortlich zeigte, ruht in der Gruft der Kirche.
Sehenswert sind vor allem das 1718 fertiggestellte Barockschloss Schloss Hohenburg und die Ruine der alten Burg Hohenburg, die man auf einer bewaldeten Anhöhe, rund 300 Meter oberhalb des Schlosses finden kann. Das Schloss beherbergt ein Gymnasium und eine Realschule in kirchlicher Trägerschaft. Bei der alten Burg sind geringe Mauerreste erhalten geblieben, darunter ein Teil des Bergfriedes. Im November 2003 wurde ein Burgverein gegründet, der sich der Erforschung und Erhaltung der (denkmalgeschützten) Ruine verschrieben hat. Es entstand eine umfangreiche Ausstellung, die vom 21. Juli bis zum Ende des Jahres 2007 im Heimatmuseum zu sehen war und ein Buch (Ey wer so schön sing' darin – Der Untergang der Hohenburg von Stephan Bammer). Die Burgruine und die Anhöhe wurden von Geodäten der Bundeswehr-Universität Neubiberg mit einem 3D-Laser-Scanner vermessen und durch Fachleute des Bayer. Landesamtes für Denkmalpflege untersucht. Auf der Grundlage der Vermessung und vorhandener Bildquellen aus der Zeit um 1700 wurde die alte Hohenburg als virtuelles 3D-Modell nachgebaut. Diese Darstellung ist im Lenggrieser Heimatmuseum zu betrachten.

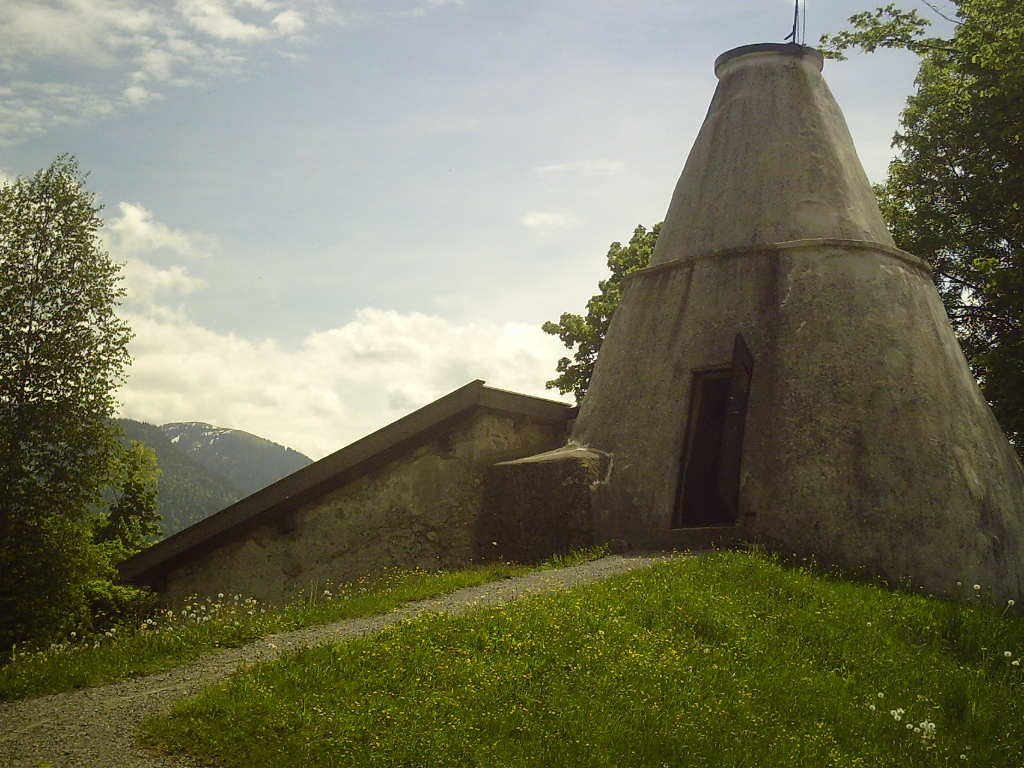
Der letzte bestehende Lenggrieser Kalkofen

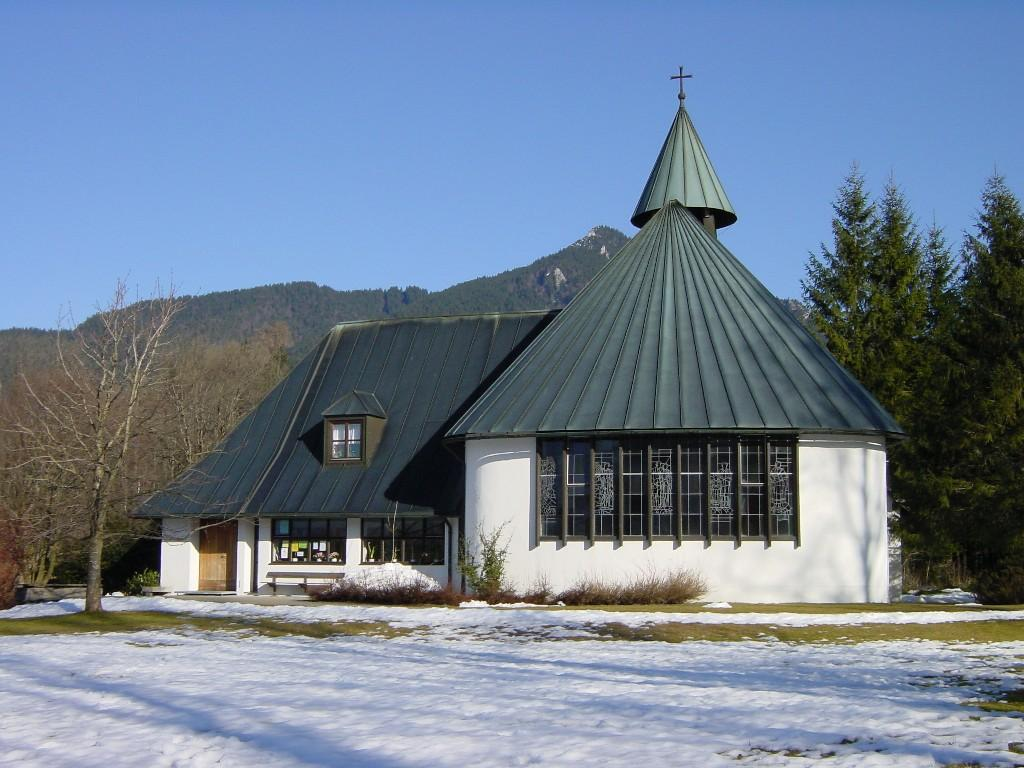
Waldkirche

Interessant ist des Weiteren der seit 1694 erbaute Kalvarienberg bei Hohenburg, eine streng geometrische Anlage, die bis Mitte des 19. Jahrhunderts erweitert und ausgebaut wurde (1726 entstand die Hl.-Kreuz-Kapelle und 1865 das Benefiziatenhaus). Der Stiege diente die Scala Santa in Rom als Vorbild. Die Kapellen der Wallfahrtsstätte beherbergen eine umfangreiche Sammlung von Votivtafeln.
Am westlichen Isarufer steht bis heute der letzte freistehende Kalkofen an der oberen Isar. Er stammt aus dem 18. Jahrhundert und war bis 1958 in Betrieb. Im Jahr 2000 wurde der marode Ofen wieder restauriert und der Öffentlichkeit zugänglich gemacht. Das Ortsbild von Lenggries, besonders den Ortskern, prägen bis heute zahlreiche alte stattliche Bauernhäuser, die größtenteils aus dem 17. und 18. Jahrhundert stammen. Erwähnenswert sind der Altwirt, ein Gasthaus das in seiner heutigen Form im 17. Jahrhundert entstand, wobei es als Taverne von Hohenburg bereits 1469 urkundlich erwähnt wurde, und die Bauernhäuser in der Bachmaiergasse, Am Gries, in der Gaißacher Straße, der Herwarthstraße, dem Grasleitenweg, der Wernhergasse und der Karwendelstraße, der Sylvensteinstraße und dem Kampenweg, die ein schönes Bild alter bayerischer Bauernkultur vermitteln. Das Rathaus stammt aus dem Jahre 1881, das von Robert Vorhoelzer und Karl Kergl erbaute Postamt von 1923. Etwas außerhalb der Ortschaft wurde 1954 die evangelisch-lutherische Waldkirche erbaut.

### Regelmäßige Veranstaltungen
- Maibaum-Aufstellen
- Lenggrieser Festwoche
- Volksfest mit Bierzelt: jährlich
- Flohmarkt: ca. alle zwei Wochen samstags am Volksfestplatz
- Nachtflohmarkt: ca. einmal pro Monat am Volksfestplatz
- Dorfessen: Ende Juli in der Marktstraße
- regelmäßig Messen, Feste, Konzerte und Feten im Alpenfestsaal
- KUNSTWOCHE Lenggries
- Christkindlmarkt

## Infrastruktur

### Wirtschaft
Die Wirtschaft ist neben dem Tourismus (sowohl im Sommer, als auch im Winter) als Haupteinnahmequelle hauptsächlich auf Landwirtschaft aufgebaut. In der flächenmäßig sehr großen und waldreichen Gemeinde ist man vorwiegend auf Holzwirtschaft spezialisiert.
In den 1970er Jahren war die Firma McNamara Racing als Hersteller von Formelwagen, von Formel V über Formel 3 bis hin zu Formel 1 und Autos für das Indy 500 bekannt. Der Besitzer war Francis McNamara.

### Verkehr
- Bundesstraße: B 13
- Bahnstrecke München–Lenggries; EVU: Bayerische Oberlandbahn (BOB)
- Buslinien der Regionalverkehr Oberbayern (RVO)

### Bildung
- Lenggries
  - Volksschule (Grund- und Hauptschule)[20][21]
  - Volkshochschule[22]
  - Erzbischöfliche St.-Ursula-Realschule Schloss Hohenburg Lenggries[23]
  - Erzbischöfliches St.-Ursula-Gymnasium Schloss Hohenburg Lenggries[24]
- Wegscheid
  - Grundschule[25]

### Freizeit und Sport
- Hallenbad Isarwelle[26]
- Naturfreibad Lenggries[27]
- Gemeindebücherei[28]
- Haus der Senioren[29]
- Minigolfanlage[30]

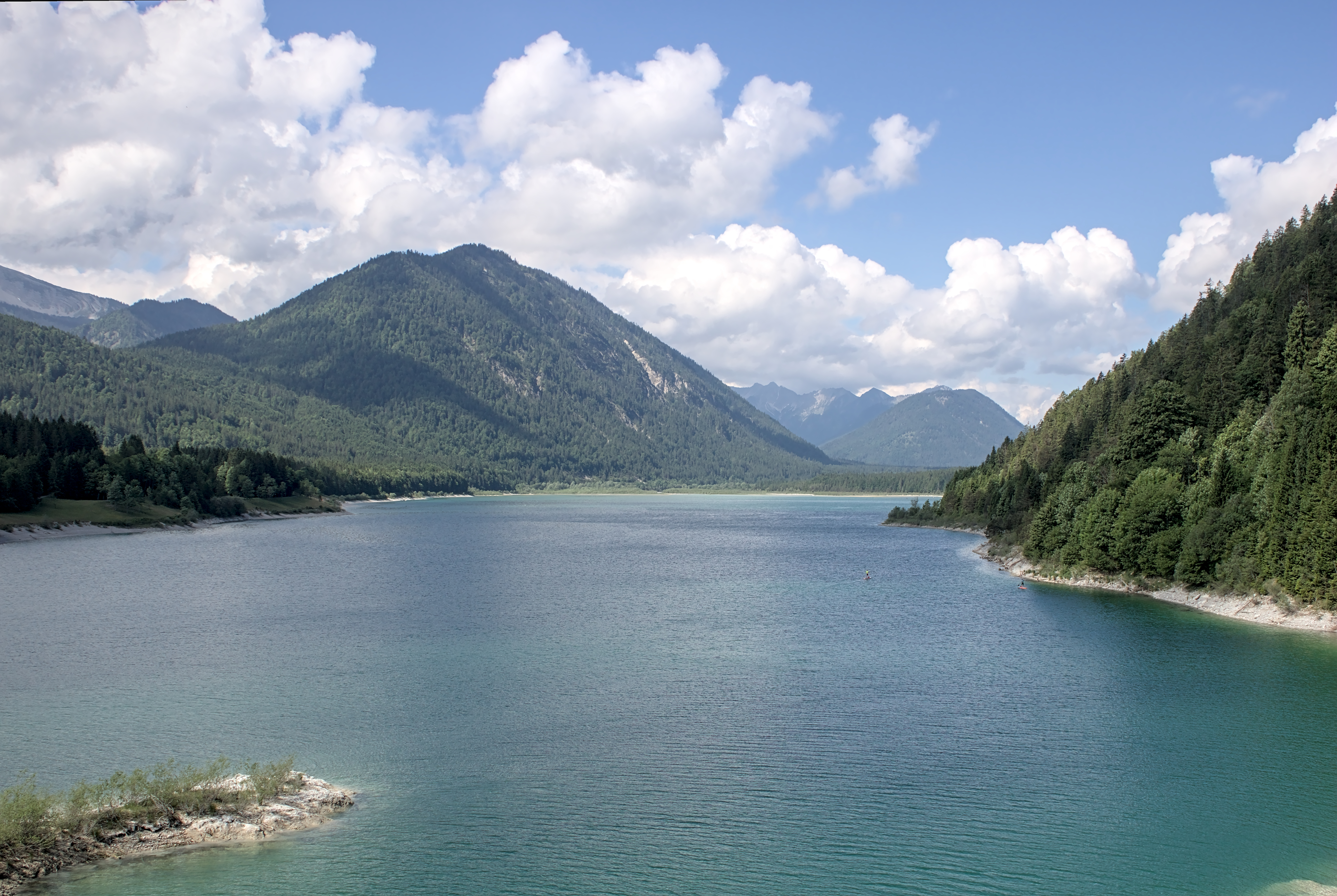
Sylvensteinspeicher

- Via Bavarica Tyrolensis – Ein 225 Kilometer langer Radwanderweg nach Tirol
- Heimatmuseum (beherbergt zudem regelmäßig Sonderausstellungen)[31]
- Tiermuseum (das größte private Tiermuseum Deutschlands)(Bergweg 12)[32]
- Hochseilgarten Isarwinkel[33]
- Brauneck-Bergbahn (Gondelbahn)
- Drachen- und Gleitschirmflüge (auch Tandemflüge) vom Brauneck
- Bikepark (Mountainbike)[34]
- Sommerrodelbahn (am Jaudenhang in Wegscheid)[35][36]

Der Sylvensteinspeicher bietet Bade- und Schwimmmöglichkeiten sowie SUP und Kajak. Es gibt zahlreiche Wanderwege mit Berghütten und Almen.

### Wintersport
Wintersport hat in Lenggries Tradition, so wurde 1952 die erste Skischule in Lenggries gegründet und 1957 die erste Liftanlage am Brauneck in Betrieb genommen. Heute umfasst das Skizentrum Lenggries-Wegscheid 18 Liftanlagen sowie 34 km präparierte Abfahrten, von denen rund 60 % mit Beschneiungsanlagen ausgestattet sind. Die längste Talabfahrt ist 6 km lang, die anspruchsvollste Abfahrt überwindet 800 Höhenmeter auf 4 km Länge. Zudem ist das Skigebiet Mitglied bei Alpen Plus, Deutschlands größtem Skipass- und Bergbahnverbund.
1980 (Slalom Herren) und 1982 (Slalom Damen) war Lenggries jeweils Austragungsort des Alpinen Skiweltcups. Seit der Saison 1994/95 finden alljährlich FIS-Rennen am Weltcuphang statt, 2002, 2004, 2005, 2008, 2010, 2013 und 2016 war Lenggries jeweils Station des Alpinen Skieuropacup der Damen im Slalom. Seit der Saison 2000/2001 ist hier ein offizielles Nachwuchsleistungszentrum des DSV. Aus Lenggries stammen zahlreiche internationale Top-Skiläufer wie zum Beispiel Martina Ertl, Hilde Gerg, Michaela Gerg, Andreas Ertl, Heidi Zacher, Florian Eckert, Annemarie Gerg, Traudl Treichl, Alexander Deubl und Michaela Wenig, bei der Alpinen Skiweltmeisterschaft 2005 z. B. stammten vier der sechs deutschen Goldmedaillengewinner vom Skiclub Lenggries. Seit 2005 ist das Gymnasium Schloss Hohenburg offizielle „Partnerschule des Wintersports“.
Der Isarwinkel ist mit seinem abwechslungsreichen Langlauf-Loipen auch für Langläufer und Skiwanderer ein interessantes Ausflugsgebiet. Neben 42 km gepflegten Loipen im Ortsbereich und 112 km Loipen im Nahbereich, gibt es auch eine rund 1,5 km lange Nachtloipe mit Flutlicht nördlich der Talstation der Brauneck-Bergbahn.
Das Brauneck war 2018 und 2025 Austragungsort der Skibob-Weltmeisterschaften.

## Persönlichkeiten
- Albert Grünwedel (1856–1935), Archäologe
- Cäcilia Trischberger (1858–1913), Äbtissin von Frauenchiemsee
- Fritz Müller-Landeck (1865–1942), Maler und Kunstprofessor, starb in Lenggries
- Franz Marc (1880–1916), im Sommer 1908 malte der Künstler in Lenggries
- Claus Bergen (1885–1964), Maler und Illustrator
- Franz Mueller-Darß (1890–1976), Forstmeister und SS-Offizier, lebte von 1961 bis zu seinem Tod in Lenggries[41]
- Paul Mayer (1896–1976) und Rosa Mayer, der Polizist Paul Mayer und seine Ehefrau zeichneten sich durch Zivilcourage gegen das Regime des Nationalsozialismus aus, Gerechter unter den Völkern
- Günter Eich (1907–1972), Schriftsteller, lebte von 1956 bis 1963 mit seiner Ehefrau Ilse Aichinger und den Kindern Clemens (1954–1998) und Mirjam (* 1957) in Lenggries
- Siegfried Block (1912–1991), Arzt, bekannt geworden durch Frischzellentherapie; in Lenggries ist die „Dr.-Siegfried-Block-Straße“ nach ihm benannt
- Kaspar Seibold (1914–1995), Landwirt und Politiker (CSU), MdPR
- Ilse Aichinger (1921–2016), Schriftstellerin
- Blasius Gerg (1927–2007), Bildhauer
- Frank McCourt (1930–2009), Schriftsteller, in den 1950er Jahren als US-Soldat in Lenggries stationiert
- Georg Gilgenreiner (* 1948), Speedwayfahrer
- Johann Kiefersauer (* 1948), Comiczeichner
- Peter Prechtl (1948–2007), Philosoph und Hochschullehrer
- Heinrich Stadler (* 1962), Braumeister und Schauspieler
- Michaela Gerg (* 1965), ehemalige Skirennläuferin
- Toni Schwaiger (* 1966), Programmierer und Journalist
- Martina Ertl (* 1973), ehemalige Skirennläuferin
- Hilde Gerg (* 1975), ehemalige Skirennläuferin
- Christine Gerg (* 1977), ehemalige Freestyle-Skierin
- Heidi Zacher (* 1988), Skicross-Fahrerin
- Andreas Seewald (* 1991), Mountainbiker

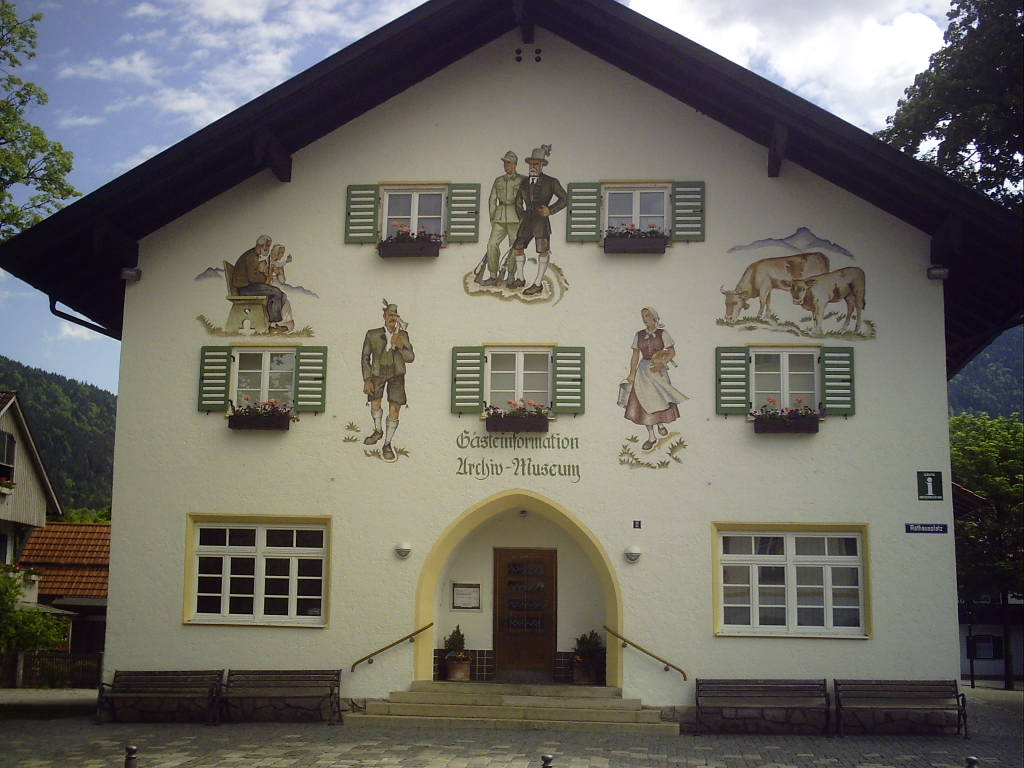
Heimatmuseum
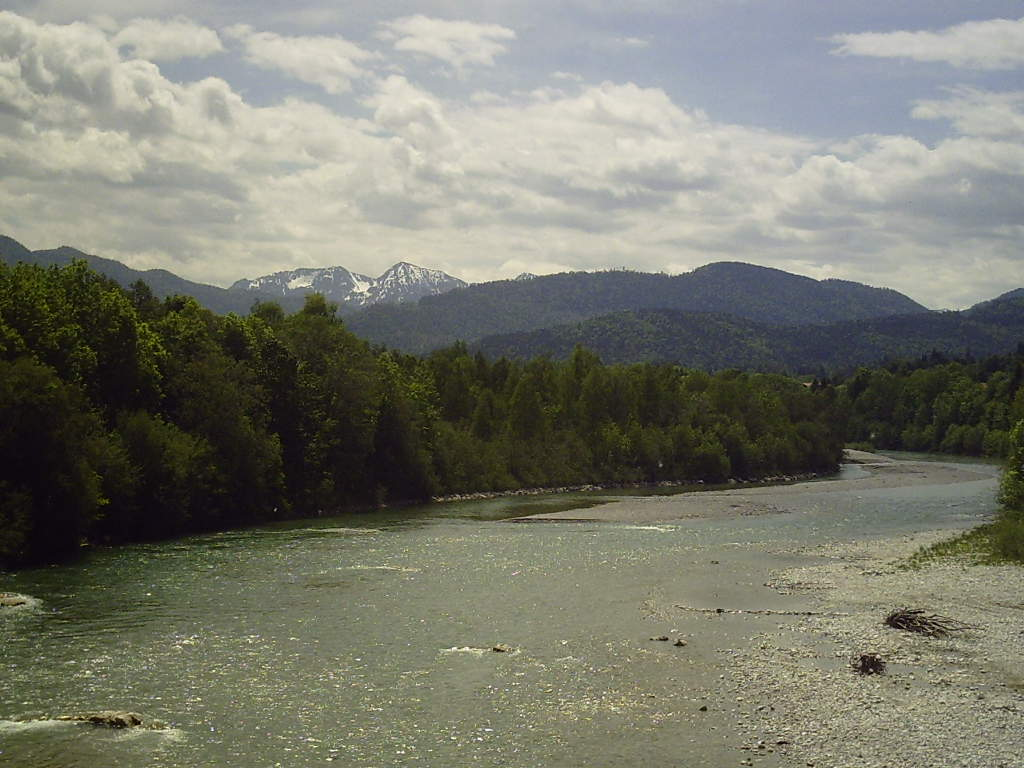
Blick von der Lenggrieser Isarbrücke gen Süden
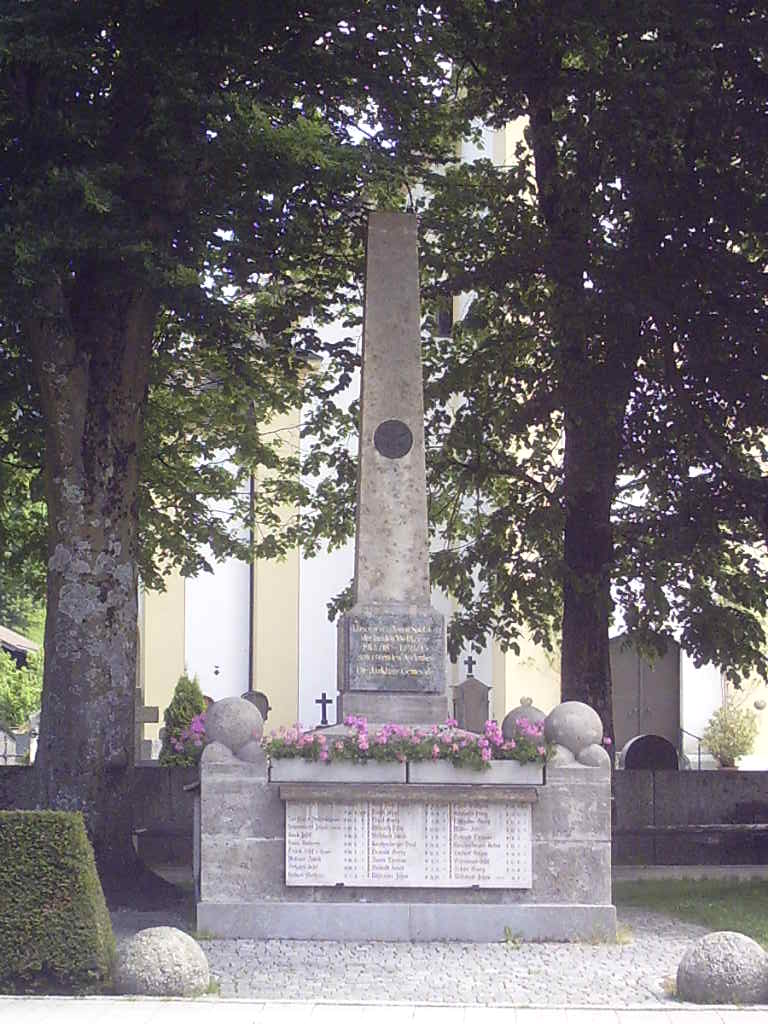
Kriegerdenkmal
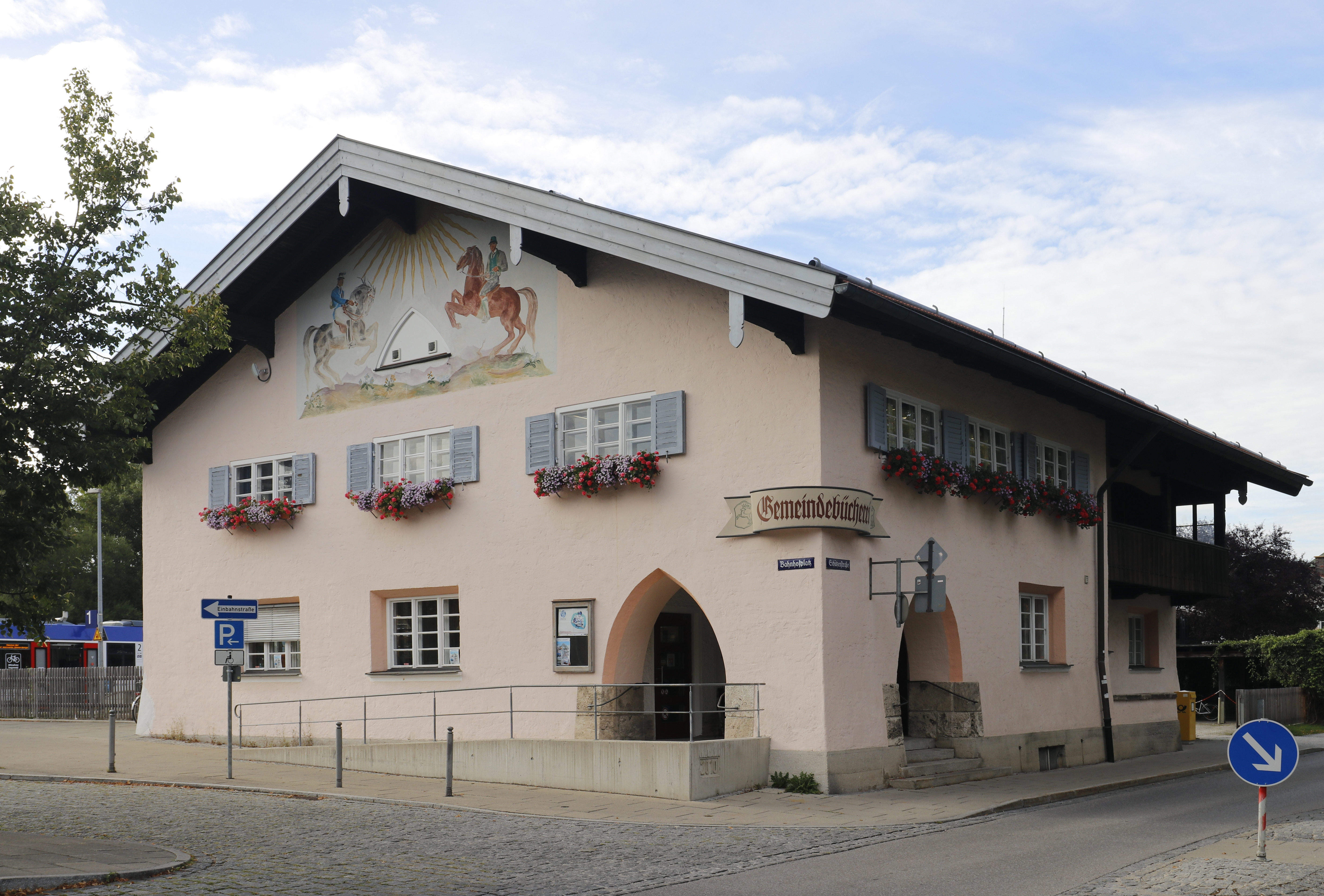
Das alte Postgebäude

## Besondere Ereignisse
4. Juni 1931: An diesem Tag trat ein extremes Klimaereignis auf. An der Messstation Sylvenstein wurde innerhalb von 10 Stunden eine Niederschlagsmenge von 87,5 Liter pro Quadratmeter gemessen.